# Juan N. Álvarez
Juan Nepomuceno María Álvarez Hurtado, chiamato più semplicemente Juan Álvarez (Atoyac, 27 gennaio 1790 – La Providencia, 21 agosto 1867), è stato un generale e politico messicano.
Fu anche, per breve tempo nel 1855, presidente del Messico.

## Biografia

### La guerra d'indipendenza del Messico
Nato da una famiglia di grandi proprietari terrieri di origine spagnola, Juan Álvarez ebbe la sua prima istruzione a Città del Messico, allora capitale del Vicereame della Nuova Spagna, possedimento coloniale spagnolo. Nel 1807, a 17 anni, ritornò nel paese natale per raccogliere l'eredità del padre, assai cospicua. Alcuni anni dopo, nel 1810, Álvarez, di idee progressiste e liberali, si unì al movimento indipendentistico (guerra d'indipendenza del Messico) guidato dai sacerdoti Miguel Hidalgo y Costilla e José María Morelos y Pavón, i quali, approfittando dell'occupazione napoleonica della Spagna, decisero di far insorgere la popolazione per scrollarsi di dosso il giogo coloniale. Il 16 settembre di quell'anno Hidalgo sollevò i contadini presso la cittadina di Dolores Hidalgo, facendo scoppiare la miccia che diede fuoco alla rivolta. Nei primi tempi i ribelli ebbero partita facile, anche per via delle difficoltà in cui versava l'esercito coloniale spagnolo: Álvarez militò sotto gli ordini di Morelos, venendo conosciuto come El Gallego, così chiamato dal luogo di origine paterna, Santiago di Compostela, in Galizia. Dopo i primi successi, la lotta per l'indipendenza subì un arresto, dopo la cattura di Hidalgo e altri capi rivoluzionari nel giugno 1811; Morelos rimase così l'unico capo della rivoluzione. Il nuovo leader riuscì a battere più volte gli spagnoli e creò, con il congresso di Chilpancingo del 13 settembre 1813, il primo Stato messicano repubblicano. Álvarez combatté valorosamente, venendo anche ferito diverse volte, ma, dopo le successive sconfitte e la cattura di Morelos, che fu fucilato il 22 dicembre 1815, il patriota messicano passò ai comandi dell'altro leader rivoluzionario, Vicente Guerrero, combattendo nel Messico meridionale e fornendo ai ribelli armi, denaro, vettovaglie e cavalli prelevati dai suoi allevamenti. Dopo diverse azioni di guerriglia contro i soldati spagnoli, il capo rivoluzionario riuscì a prendere Acapulco, gestendo così tutto il Messico meridionale e ottenendo fama militare in diverse battaglie vittoriose. Alla fine, l'indipendenza del Messico avvenne nel 1821, con la firma del Piano di Iguala, il 21 marzo di quell'anno, ad opera di Agustín de Iturbide, intorno al quale si unì Guerrero e tutte le forze ribelli del Paese, e la successiva stipulazione del trattato di Córdoba il 24 agosto, che sancì l'indipendenza del nuovo Stato. Álvarez si vide nominare governatore militare di Acapulco dal 1821 al 1823, vedendo dapprima la scalata la potere di Iturbide, proclamatosi Imperatore del Messico con l'appoggio dei conservatori, dei militari e del clero. Il patriota messicano allora si schierò contro il nuovo sovrano, sostenendo l'insurrezione repubblicana guidata dai generali Antonio López de Santa Anna e Guadalupe Victoria, che portò all'abbattimento dell'Impero e la proclamazione di una repubblica federale con lo stesso Guadalupe Victoria come presidente. Álvarez aderì entusiasticamente alla nuova repubblica, sostenendo fortemente la candidatura del suo vecchio comandante Vicente Guerrero alla presidenza. Guerrero governò il Paese dall'aprile al dicembre 1829, prendendo il potere con un colpo di Stato, ma venne catturato e fucilato dopo una breve guerra civile il 4 febbraio 1831. Álvarez non riuscì a impedirne la morte.

## Guerre contro Francia e Stati Uniti
Álvarez rimase nell'esercito, facendo carriera e combattendo valorosamente nelle guerre del Messico contro la Francia e gli Stati Uniti: nel primo caso si trattò di un intervento del governo di Parigi negli affari del Messico per tutelare le proprietà di un cittadino francese residente nella capitale messicana (essendo un pasticcere, il conflitto fu detto Guerra dei pasticcini), il quale nel dicembre del 1838 inviò una squadra navale che pose il blocco a tutti i principali porti messicani e bombardò Veracruz. Il presidente messicano Antonio Bustamante dichiarò dunque guerra alla Francia, ma il conflitto, grazie alla mediazione diplomatica inglese, si risolse a favore dei francesi, il cui contingente si ritirò il 9 marzo 1839, ottenendo il risarcimento per i danni inflitti ai beni del pasticcere francese. Più impegnativo il conflitto con gli statunitensi, scoppiato il 25 aprile 1845 per le ambizioni espansionistiche del presidente statunitense James Polk, che voleva l'annessione dei vasti territori confinanti con gli Stati Uniti e sotto il dominio messicano. Álvarez fu uno dei migliori generali messicani messi in campo contro l'esercito statunitense, anche se venne criticato da Santa Anna, allora presidente della Repubblica, per la gestione della battaglia del Molino del Rey, avvenuta l'8 settembre 1847, malgrado la cavalleria, di cui era al comando, difendesse le proprie postazioni. Dopo la fine della guerra, terminata con la sconfitta del Messico con la firma del Trattato di Guadalupe Hidalgo il 2 febbraio 1848, Álvarez si distinse come capo politico liberale, chiedendo nel 1849 la creazione dello Stato di Guerrero, di cui l'anno dopo divenne governatore. Pochi anni dopo, nel 1854, il militare messicano, insieme ad altri capi politici liberali del Paese, come Ignacio Comonfort, Benito Juárez e Melchor Ocampo, idearono un movimento politico liberale ostile alla dittatura di Santa Anna, noto come Piano di Ayutla, siglato il 1º marzo di quell'anno nell'omonima cittadina dello Stato di Guerrero, i cui principi ideologici erano: abbattimento della dittatura di Santa Anna, elezione di un presidente ad interim, creazione di una nuova costituzione federale e modernizzazione dello Stato con una serie di riforme liberali. Il movimento liberale si organizzò militarmente e costituì una forza armata di 5 000 uomini sotto la guida di Álvarez, la cui base operativa fu la città di Acapulco. Santa Anna cercò di cingere d'assedio la città, ma venne respinto e dovette rientrare nella capitale, bruciando le fattorie circostanti, mentre nel frattempo la ribellione si estese a vaste zone del Paese; il dittatore allora indisse nell'autunno del 1854 un plebiscito per essere riconfermato alla presidenza. Benché i risultati della votazione, pubblicati il 1º febbraio 1855, gli furono ovviamente favorevole con largo consenso, ci furono alcuni che votarono contro di lui e si espressero a favore di Álvarez; costoro vennero dunque arrestati e Santa Anna proclamò che avrebbe continuato a governare il Paese. Quindi ricorse ad ogni mezzo per stroncare la ribellione: fucilazione dei ribelli e dei loro sostenitori, incendio e saccheggio dei villaggi che davano rifugio ai rivoltosi, confisca delle proprietà dei capi del movimento liberale. Queste misure non scoraggiarono Álvarez, che continuò a ottenere successi militari, mentre Comonfort si recò nel Stati Uniti per ottenere fondi finanziari per la ribellione. Santa Anna cercò di schiacciare militarmente l'esercito liberale, ma non ottenne risultati, tanto che la sua stessa fazione politica, considerandolo incapace di fronteggiare la situazione, lo abbandonò; di conseguenza, il dittatore messicano dovette arrendersi (14 agosto 1855) e andare in esilio. Figura carismatica della rivoluzione, Álvarez, giunto nella cittadina di Cuernavaca, nello Stato di Morelos, redasse un proclama alla nazione in cui spiegava i motivi della rivolta e nominò un consiglio rappresentativo per scegliere il presidente ad interim. Infine, con il consenso della maggioranza del gruppo dirigente rivoluzionario, il 4 ottobre 1855 fu nominato Presidente del Messico.

## Presidente del Messico
Spirito profondamente liberale e progressista, Álvarez formò il suo gabinetto con i suoi vecchi compagni di lotta: Ignacio Comonfort al ministero della Guerra, Benito Juárez a quello della Giustizia, Melchor Ocampo agli Esteri e Guillermo Prieto alle Finanze. Il nuovo presidente si impegnò immediatamente nella modernizzazione del Paese con la promulgazione di una serie di riforme altamente liberali che intaccavano i privilegi della Chiesa e dell'esercito: è durante la sua presidenza che venne infatti varata, su proposta di Juárez, la legge del 25 novembre 1855 che aboliva i tribunali ecclesiastici e militari. Oltre a questo, veniva convocato un Congresso federale che avrebbe dovuto redigere la nuova Costituzione del Messico. Tuttavia Álvarez non si muoveva a suo agio tra le file della politica, sia perché provava disprezzo per la classe dirigente di Città del Messico, affiliata in massima parte al partito conservatore e sprezzante verso le classi sociali più umili, sia per la sua estraneità alla vita urbana, sia per le sue condizioni di salute. Per questi motivi il presidente messicano si dimise, l'11 dicembre 1855, lasciando la presidenza a Comonfort e ritirandosi nelle sue tenute nello Stato di Guerrero.

## Gli ultimi anni
Dopo aver sostenuto Juárez nella guerra civile contro i conservatori (1858 - 1861), Álvarez si mantenne fedele alla Repubblica anche durante il Secondo intervento francese in Messico, quando, nel 1862 la Francia di Napoleone III inviò un corpo di spedizione militare in terra messicana in risposta alla politica juarista di congelamento del debito estero messicano. L'imperatore francese decise di far proclamare dai conservatori il Secondo Impero messicano, scegliendo come titolare l'arciduca austriaco Massimiliano d'Asburgo, fratello dell'imperatore Francesco Giuseppe d'Asburgo. L'ex - presidente, nel corso del conflitto, comandò al Divisione Sud dell'esercito messicano, divenendo uno dei maggiori generali dell'entourage militare di Juárez, insieme a Porfirio Díaz. Il vecchio patriota riuscì a vedere la fine della guerra di liberazione, terminata con la sconfitta francese e la fucilazione di Massimiliano, il 19 agosto 1867, a Santiago de Querétaro, prima di morire, nella sua tenuta di La Providencia, nel municipio di Acapulco, il 21 agosto 1867, a 77 anni.
Fu l'ultimo dei protagonisti della guerra d'indipendenza del Messico a morire. La sua salma venne trasportata nella Rotonda delle Persone Illustri, a Città del Messico, il 22 dicembre 1922.